# قاعدة السيلية العسكرية

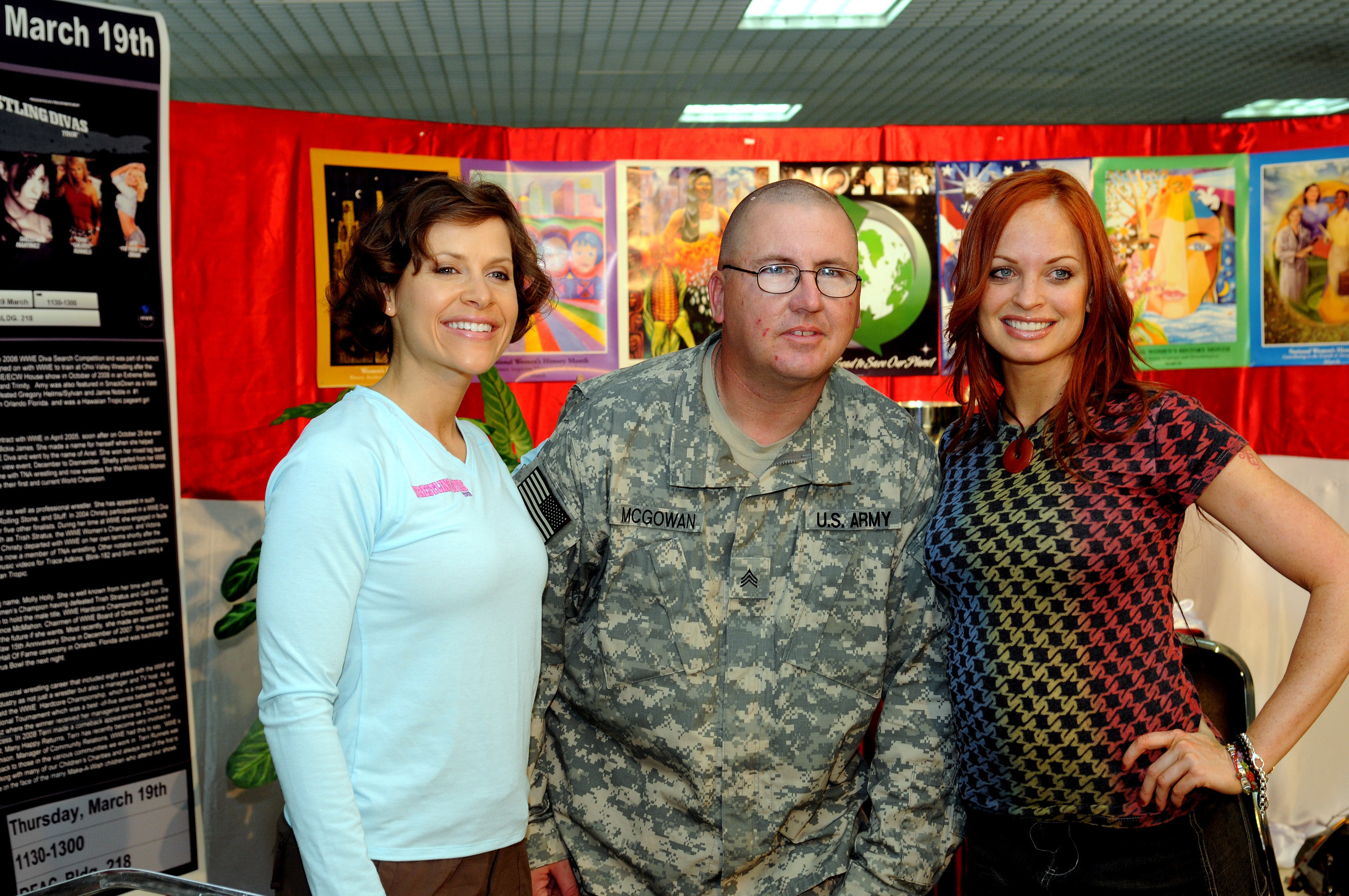
الرقيب بالجيش الأمريكي. جيمس ماكجوان، من إل باسو، تكساس، يلتقط صورة مع نورا غرينوالد وكريستي هيم، مغنيات المصارعة المحترفات في معسكر السيلية، قطر، 18 مارس، 2009.

قاعدة السيلية العسكرية هي قاعدة عسكرية أمريكية سابقة تقع قرب العاصمة القطرية الدوحة. استخدمتها القيادة المركزية الأمريكية كمقر لإمداد وتهيئة المعدات العسكرية واللوجيستية اللازمة للاستخدام في العمليات العسكرية الأمريكية في كل من العراق وأفغانستان. كانت قاعدة تمركز للجيش الأمريكي في العالم، تأسست عام 2000، وأغلقت في يونيو 2021 عندما نقلت مهمتها إلى مجموعة دعم المنطقة، الأردن.